# Styloniscus murrayi
Styloniscus murrayi is een pissebed uit de familie Styloniscidae. De wetenschappelijke naam van de soort is voor het eerst geldig gepubliceerd in 1890 door Adrien Dollfus.